# 510 (số)
510 (năm trăm mười) là một số tự nhiên ngay sau 509 và ngay trước 511.